# Lee Han-sup
Lee Han-Sup, född 30 april 1966, är en bågskytt från Sydkorea som tog guldmedalj vid bågskyttetävlingarna i olympiska sommarspelen 1988.